# Krigsfångeutväxlingen genom Sverige
Krigsfångeutväxlingen genom Sverige är en svensk dokumentärfilm från 1915.
Filmen skildrar utväxlingen av tysk/österrikiska och ryska krigsinvalider genom Sverige. Första akten skildrar det norra utväxlingsområdet (Torneå och Haparanda) och den andra akten det södra (Trelleborg). Under ett stopp i Hallsberg får krigsfångarna besök av drottning Victoria av Baden. I Trelleborg väntar ångaren Aeolus för att transportera fångarna till Sassnitz och där möts sällskapet av ytterligare ett kungligt besök (Prins Carl, hertig av Västergötland).
Krigsfångeutväxlingen genom Sverige premiärvisades den 28 september 1915 på Brunkebergsteatern i Stockholm.